# اچ‌ام‌اس اودیهام (ام۲۷۸۳)
اچ‌ام‌اس اودیهام (ام۲۷۸۳) (به انگلیسی: HMS Odiham (M2783)) یک کشتی بود که طول آن ۱۰۶ فوت ۶ اینچ (۳۲٫۴۶ متر) بود. این کشتی در سال ۱۹۵۵ ساخته شد.